# 5471 Tunguska
Az 5471 Tunguska (ideiglenes jelöléssel 1988 PK1) a Naprendszer kisbolygóövében található aszteroida. Eric Walter Elst fedezte fel 1988. augusztus 13-án.